# Аджиев, Азнаур Асланович
Азнаур Асланович Аджиев (18 декабря 1978 года, Карачаевск, Карачаево-Черкесская АО, РСФСР, СССР) — российский борец вольного стиля, призёр чемпионата России, мастер спорта России международного класса.

## Карьера
Увлёкся борьбой в 13 лет. Его наставником был Алхаз Чотчаев. Выступал в категориях до 74-84 кг. В 1997 году выполнил норматив мастера спорта России, а в 2002 году — мастера спорта международного класса. Наиболее успешным в его карьере был 2000 год. В этом году Аджиев стал серебряным призёром первенства России среди юниоров, чемпионом страны среди студентов, бронзовым призёром чемпионата страны. Успешными в этом году были его выступления и на международной арене. Он стал серебряным призёром турнира «Гран-при Ивана Ярыгина» в Красноярске, серебряным призёром чемпионата мира среди студентов в Токио и победителем международного турнира памяти Ш. Умаханова в Хасавюрте.

## Выступления на чемпионатах России
- Чемпионат России по вольной борьбе 2000 года — ;